# Santa Maria (Laguna)
Santa Maria ist eine philippinische Stadtgemeinde in der Provinz Laguna. Sie hat 30.830 Einwohner (Zensus 2015).

## Geografie
Santa Maria grenzt an die Provinzen Rizal und Quezon. Die Topographie des Gemeindegebiets wird von den südlichen Ausläufern der Sierra Madre geprägt.

## Baranggays
Santa Maria ist politisch unterteilt in 25 Baranggays.
| - Adia - Bagong Pook - Bagumbayan - Bubukal - Cabooan - Calangay - Cambuja - Coralan - Cueva | - Inayapan - Jose Laurel, Sr. - Kayhakat - Macasipac - Masinao - Mataling-Ting - Pao-o - Parang Ng Buho | - Barangay I - Barangay II - Barangay III - Barangay IV - Jose Rizal - Santiago - Talangka - Triskelion |